# Чайка Роман Ярославович
Рома́н Яросла́вович Ча́йка (нар. 31 грудня 1968, Львів) — український телеведучий, журналіст, музикант, політичний сатирик.

## Біографія
Народився у Львові, українець. Батько (нар. 1941) — доцент біохімії, Львівський державний університет; мати (нар. 1945) — лікар-цитолог; дружина (нар. 1971) — редактор, співавтор документальних фільмів; син (нар. 1994).
Навчався у музичній школі за спеціальністю «Класична гітара».
Закінчив біологічний факультет Львівського університету імені Івана Франка. Пройшов курс навчання від «AMARS Europe» (ФРН) за фахом «радіо-діджей, радіопродюсер».
- 1993-96 — редактор, ведучий публіцистичних програм радіо «Lux FM».
- 1996-99 — ведучий на радіо «Львівська хвиля».
- 2000-01 — директор програм, ведучий політичних програм радіо «Ініціатива. Ніко ФМ».
- 2002-03 — директор програм, ведучий політичних програм і ток-шоу радіомережі «Ніко ФМ».
- 2003-04 — головний редактор ТРК «Експрес-інформ» також ведучий програми Час новин на 5 каналi.
- 2005-07 — шеф-редактор публіцистичної програми «Новий час», автор і ведучий політичного ток-шоу «5 копійок» на 5 каналi.
- 2012-2016 — ведучий політичного ток-шоу «Час.Пiдсумки дня» на 5 каналi.
- 2016-2019 — ведучий програми За чай.com на 5 каналi.
- 2019 — ведучий програми Група продовженого дна на 5 каналi.
- 2020-2021 — ведучий програми Час.Ч, ведучий політ. ток-шоу «5 копійок» на 5 каналi.
- 2022 — ведучий марафону на телеканалi Прямий.
- 2023 — ведучий канала Еспресо.

Крім рідної української, володіє англійською, польською, російською мовами.

## Визнання
- Лауреат фестивалю «Червона рута-91» (І-ша премія в жанрі авторської пісні), фестивалі «Марія-93», «Вивих-90» та інші (як учасник групи «Мертвий півень»). Магнітоальбоми групи «Мертвий півень»: «ЕТО» (1990), «Мертвий півень» (1993), «Підземне Зоо» (1994), «Live у Львові» (1995), «Іль Тестаменто» (1996); групи «Небо-Рок»: «Страхітливі уродини» (1995); групи «Сіґал Спожив Спілка»: «With a Little Friends From My Help» (1996).
- Заслужений журналіст України (червень 2007).

## Відомі цитати
Відомий політичною оцінкою і прогнозом (2011): «Немає головних олігархів, а є головний дантист — Саня Вікторович — і він буде вирішувати, що у кого забирати, і куди ставити 'смотрящих'. Ця ситуація теоретично може розвинутися у бунт олигархів … Тоді навіть досидіти до кінця першого строку може стати для Президента нездійсненною мрією.»